# Madison (Ohio)
Madison és una població dels Estats Units a l'estat d'Ohio. Segons el cens del 2000 tenia 2.921 habitants.

## Demografia
Segons el cens del 2000, Madison tenia 2.921 habitants, 1.107 habitatges, i 801 famílies. La densitat de població era de 246,2 habitants per km².
Dels 1.107 habitatges en un 35,1% hi vivien nens de menys de 18 anys, en un 61,1% hi vivien parelles casades, en un 7,9% dones solteres, i en un 27,6% no eren unitats familiars. En el 24% dels habitatges hi vivien persones soles el 10,7% de les quals corresponia a persones de 65 anys o més que vivien soles. El nombre mitjà de persones vivint en cada habitatge era de 2,61 i el nombre mitjà de persones que vivien en cada família era de 3,11.
Per edats la població es repartia de la següent manera: un 26,2% tenia menys de 18 anys, un 6% entre 18 i 24, un 31,7% entre 25 i 44, un 23,3% de 45 a 60 i un 12,7% 65 anys o més.
L'edat mediana era de 37 anys. Per cada 100 dones de 18 o més anys hi havia 96,8 homes.
Entorn del 2,3% de les famílies i el 3,4% de la població estaven per davall del llindar de pobresa.

## Poblacions més properes
El següent diagrama mostra les poblacions més properes.